# Индикатор (устройство)

Сигнальный индикатор

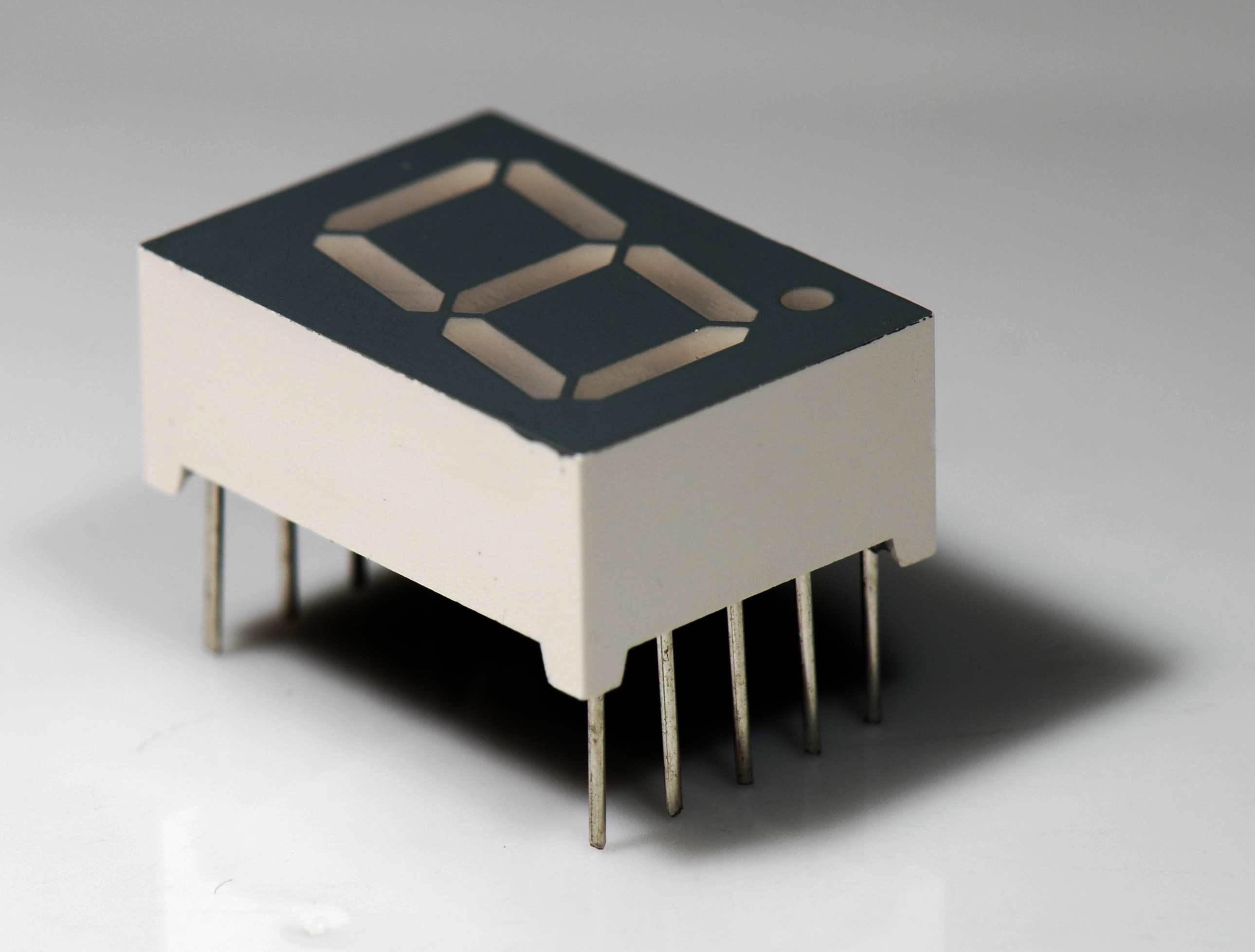
Оптико-электронный семисегментный индикатор с десятичной запятой

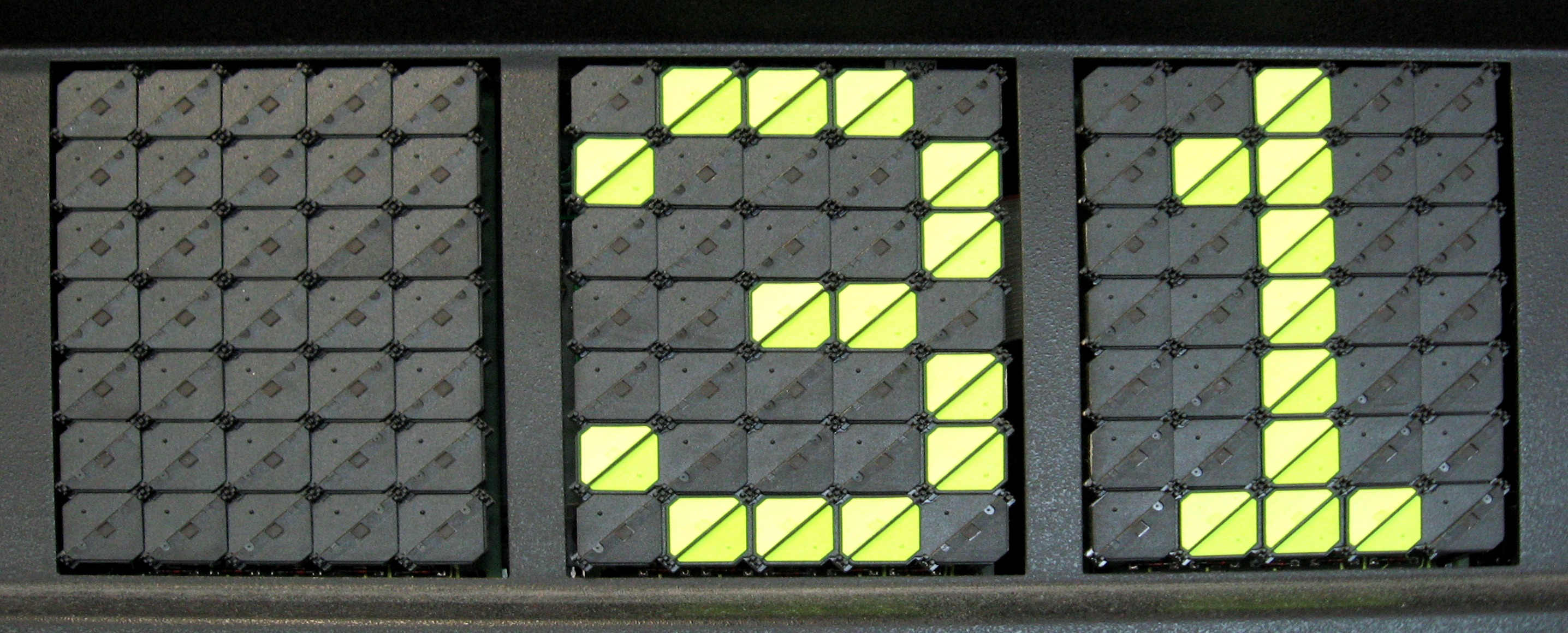
Оптикомеханический блинкерный индикатор

Светофор — сигнальный индикатор

Индика́тор (лат. indicator — указатель) — устройство для наглядного отображения сигналов и информации. Может показывать наличие входного сигнала и/или его величину без указания погрешности. Индикатор отображает ход процесса, состояние объекта. Индикаторы бывают визуальные, акустические, тактильные, изобразительные (экраны и табло).
Информация от устройств-индикаторов получается визуально или другими органами чувств человека. Это отличает их от веществ-индикаторов, информация от которых может получаться как визуально (или другими органами чувств человека), так и с помощью физических методов измерения.:9
К средствам преобразования информации в удобную для человека форму, кроме указывающих устройств (индикаторов) относятся также сигнализирующие (сигнализаторы) и регистрирующие (регистраторы). Сигнальный индикатор сочетает две функции, в его качестве часто используют светодиоды.

## Назначение
Электронный индикатор помогает человеку быстро и наглядно оценить необходимые параметры, особенно те, которые человек непосредственно не может определить с помощью своих органов чувств. Если требуется высокая точность такой оценки, устанавливаются многоразрядные цифровые индикаторы; в случаях, когда точность не требуется и необходимо увидеть лишь наличие или отсутствие сигнала, применяют единичные индикаторы.
Причисление тех или иных устройств к индикаторам определяется их применением. Так, например, обычная лампочка накаливания, созданная для освещения, при использовании в системах оповещения или пультах управления и контроля, может считаться индикатором. В то же время, электронное табло, изготовленное из матричных светодиодных индикаторов и используемое для рекламы, уже индикатором не считается. Таким образом, название «электронный индикатор» определяется зачастую не только конструкцией или физическими особенностями изделия, а способом его применения в конкретном устройстве или системе.

## Классификация
Понятие электронный индикатор объединяет множество различных устройств и классификация может быть выполнена по различным признакам — конструктивным особенностям, способам управления и по назначению. В литературе встречаются различные способы классификации индикаторов:
По назначению — в зависимости от размера и места установки:
- индивидуальные
- групповые
- коллективного пользования

По физическому принципу формирования изображения:
- Активные — полупроводниковые (светодиодные), газоразрядные, катодолюминесцентные, электролюминесцентные, накаливаемые — все те, которые в процессе работы излучают свет для формирования изображения.
- Пассивные — устройства, которые формируют изображение путём поляризации, отражения или пропускания света от внешнего источника. К пассивным относят жидкокристаллические, электрофорезные, электрохромные, а также сегнетокерамические индикаторы[9].

По характеру отображаемой информации:
- Единичный — отдельный индикатор в виде точки или геометрической фигуры, не несущий своей формой никакой информации и передающий состояние наличием, цветом или яркостью.
- Шкальный — дискретный индикатор, предназначенный для отображения информации в виде уровней или значений величин, выполняется в виде нескольких единичных индикаторов, расположенных вдоль прямого отрезка (линейный шкальный индикатор) или криволинейной формы. Передает информацию количеством или положением элементов индикации на шкале.
- Мнемонический — отдельный индикатор в виде геометрической фигуры или изображения, форма которого имеет значение для интерпретации отображаемой информации.
- Цифровой — индикатор, отображающий значения числовой величины в цифровом виде.
- Буквенно-цифровой — предназначен для вывода цифр, букв и специальных знаков. Буквенно-цифровые индикаторы отображают либо заложенный при разработке устройства ограниченный перечень символов, либо дает возможность создавать изображения символов самостоятельно. Часто такой индикатор называют алфавитно-цифровым.
- Графический — наиболее сложный тип индикаторов, позволяющий передавать как символьную информацию, так и рисунки.
- Комбинированный — индикатор, сочетающий два или несколько вариантов отображаемой информации. Комбинированные индикаторы часто используются в бытовой или портативной технике массового производства, поскольку они зачастую уникальны и разрабатываются для каждого типа устройств отдельно.

По конструкции информационного поля:
- Знакомоделирующий[9] — индикатор, который содержит несколько заложенных в конструкцию символов или знаков. Выбор того или иного изображения производится соответствующими схемами управления. По такому принципу работают вакуумные накальные или газоразрядные индикаторы.
- Знакосинтезирующий — индикатор, в котором информация, предназначенная для зрительного восприятия, отображается с помощью одного или совокупности дискретных элементов. К знакосинтезирующим относятся, например, все сегментные индикаторы, в том числе семисегментные, и матричные индикаторы.

По информационной ёмкости:
- Одноразрядные — предназначенные для одной цифры или символа.
- Многоразрядные с фиксированными знакоместами — предназначенные для отображения нескольких цифр или символов.
- Многоразрядные без фиксированных знакомест — обычно матричные графические индикаторы, предназначенные для индикации символов в любом месте информационного поля.

По способу формирования изображения:
- Статические — устройства, в которых каждый элемент отображения имеет собственную схему управления. Состояние каждого элемента однозначно в каждый момент времени и адекватно соответствует воспринимаемому человеком изображению. При этом, способ передачи информации к элементу схемы, определяющей состояние, не имеет значения и может быть в том числе мультиплексным.
- Мультиплексные, или динамические[9] — индикаторы, в которых изображение в каждый момент времени содержит только часть целостной информации, а результирующая картинка воспринимается человеческим глазом в полном виде за счет инерционности зрения или за счет инерционности элементов индикации. Такая схема используется например в матричных индикаторах и в многоразрядных семисегментных индикаторах, когда выводы элементов индикации объединяются между собой для упрощения схемы управления.

По цвету:
- Одноцветные — цвет которых определяется конструкцией.
- Многоцветные — индикаторы, имеющие возможность передавать информацию различным цветом или оттенками цвета. Обычно имеют ограниченное количество передаваемых цветов. Характерным примером могут быть индикаторы опасности, имеющие в обычном состоянии зелёный цвет, а в случае, требующем внимания —- жёлтый или красный цвет.
- Полноцветные — индикаторы, имеющие возможность передавать все оттенки воспринимаемого человеческим глазом цвета.

По способу передачи информации:
- аналоговые — передают информацию яркостью или оттенком цвета.
- дискретные — передают информацию количеством и совокупностью элементов.

Кроме перечисленных классификационных признаков, электронные индикаторы различают:
- По высоте и ширине знака
- По углу обзора и диаграмме направленности
- По яркости элементов отображения и по средней яркости — яркости поверхности
- По неравномерности яркости элементов индикации
- По яркости собственного фона (контрастности)
- По ширине и особенностям спектра излучения
- По длине волны в максимуме излучения
- По времени реакции элементов индикации (времени включения)
- По времени релаксации элементов индикации (времени выключения)

Кроме того — по напряжению, времени готовности, критической частоте, времени жизни и другим специфическим особенностям.

## Типы электронных индикаторов
Промышленность выпускает большое разнообразие индикаторов — универсальных, а также разработанных и предназначенных для установки в конкретное изделие. Среди большого количества типов индикаторов, можно выделить несколько наиболее употребимых:

### Единичные индикаторы
Единичные индикаторы встречаются очень часто. Светодиодные индикаторы или неоновые лампочки встраиваются в выключатели освещения, бытовые приборы, различную аппаратуру. Основное назначение таких устройств — индикация состояния или привлечение внимания. Единичный индикатор можно считать самым надежным из всех видов индикаторов за счет наименьшего количества элементов и простоты схемы управления.

Формирование изображения (сканирование) на простом мультиплексном матричном индикаторе

### Матричные индикаторы
Ма́тричный индика́тор — разновидность знакосинтезирующего индикатора, в котором элементы индикации сгруппированы по строкам и столбцам. Матричный индикатор предназначен для отображения символов, специальных знаков и графических изображений в различных устройствах. В отличие от экрана или дисплея, индикатор имеет ограниченное количество элементов индикации, либо предназначен для отображения одного или небольшого количества символов. Наименьший элемент изображения матричного индикатора называется пиксел. Каждый пиксел может состоять из одного или нескольких единичных элементов индикации, работающих одновременно.
Матричные индикаторы выпускаются различных видов:
- Полупроводниковые (светодиодные)
- Жидкокристаллические
- Люминесцентные

Различного формата. Наиболее употребимые:
- 5 х 7 пиксел
- 5 * 8 пиксел
- 8 * 8 пиксел
- 16 * 16 пиксел

По способу формирования изображения матричные индикаторы бывают двух видов: статические и мультиплексные (динамические). Наиболее часто используется мультиплексный способ управления, когда одноимённые выводы каждого элемента изображения объединяются в строках индикатора, а противоположные выводы — в столбцах (или наоборот). Например, в светодиодном индикаторе при таком способе управления, на столбцы (или на строки) по очереди подаётся питающее напряжение, а на строки (или соответственно — столбцы) — код, определяющий состояние всех её элементов. Таким же образом, формируется изображение на остальных частях индикатора. Для того, чтобы глаз человека воспринимал информацию без мерцания, весь цикл обновления информации должен быть меньше времени реакции глаза (10-20 миллисекунд).

### Сегментные индикаторы
Сегментный индикатор — это индикатор, элементы отображения которого являются сегментами, сгруппированными в одно или несколько знакомест. Сегментом называется элемент отображения информации знакосинтезирующего индикатора, контур которого представляет собой прямые и (или) кривые линии. В отличие от матричного индикатора, в котором все элементы изображения одинаковы по форме, в сегментном индикаторе каждый сегмент уникален. Форма и положение сегментов на индикаторе разрабатывается специально для передачи определённого набора символов или знаков. Символы на таких индикаторах формируются совокупностью нескольких сегментов. Основное отличие сегментного индикатора от матричного — это сравнительно небольшое количество элементов индикации и соответственно упрощённая схема управления.
Наиболее часто используются два типа сегментных индикаторов:
- Цифровые семисегментные индикаторы, имеющие семь элементов—сегментов для отображения цифры и возможно дополнительно еще один — для индикации точки.
- Буквенно-цифровые индикаторы, имеющие девять, четырнадцать или шестнадцать сегментов. Такие индикаторы имеют возможность показать большинство символов латинского и русского алфавита, не считая цифр и специальных знаков.

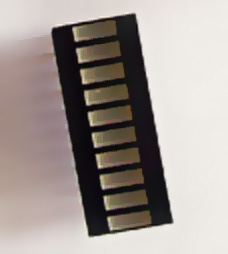
Светодиодный десятиразрядный шкальный индикатор

### Шкальные индикаторы
Шка́льный индикатор — это знакосинтезирующий показывающий прибор, предназначенный для визуального отображения уровней или значений величин в виде количества или положения элементов индикации на дискретной шкале. Шкальные индикаторы активно используются в бытовой технике и электронике для индикации уровня заряда батареи, температуры нагревательного элемента, мощности сотового сигнала и везде, где не требуется высокая точность показаний. Шкальный индикатор получил большое распространение, так как очень хорошо и наглядно позволяет оценить величину нужного параметра. Для дополнительной информативности, разные участки шкального индикатора могут быть выполнены в различном цвете.
Управление шкальным индикатором выполняется чаще всего статическим способом, в случае использования совокупности нескольких шкальных индикаторов, например в музыкальной аппаратуре, управление производится мультиплексным способом.
Шкальные индикаторы различаются способом передачи информации:
- С заполнением — когда уровень сигнала показывается совокупностью последовательно включённых элементов от первого до значимого.
- Без заполнения — когда уровень сигнала показывается положением одного или нескольких рядом расположенных элементов индикации.
- Пиковые — когда средний уровень сигнала показывается шкалой с заполнением, а пиковое (максимальное) значение — одним элементом, зачастую другого цвета[11].

## Электронно-механические индикаторы
Несколько отдельно от электронных индикаторов позиционируются электромеханические устройства индикации — блинкерные и электромеханические бистабильные табло. По способам формирования изображения и применению, такие изделия напоминают перечисленные выше индикаторы. Они относятся к знакосинтезирующим цифровым или буквенно-цифровым устройствам с пассивным принципом формирования изображения (отражение падающего света), но содержат механические элементы, положение и способ переключения которых зависит от конструкции изделия. Блинкерные табло имеют одну существенную особенность — они потребляют энергию только в момент переключения (изменения состояния).
Поскольку физический принцип формирования изображения основан на отражении света от специального отражающего покрытия и следовательно это изображение — не результат электронного эффекта, электронно-механические индикаторы не относятся к электронным индикаторам.